# One More Light World Tour
One More Light World Tour era una gira internacional hecha por la banda californiana Linkin Park, en presentación de su séptimo álbum de estudio One More Light, lanzado mundialmente en mayo de 2017. La gira visitó 18 ciudades de Sudamérica y Europa. La banda norteamericana de la gira fue cancelada por la banda el 21 de julio de 2017, después de la muerte del vocalista Chester Bennington el día anterior, mientras que el estado de la última etapa en Japón sigue siendo cuestionado, más tarde también fue cancelado.

## Antecedentes y desarrollo
A partir de octubre de 2016, la banda anunció varias apariciones en festivales de música en Argentina, Francia y Alemania . A lo largo del resto del año, se mostraron más espectáculos. En marzo de 2017, un tráiler promocional fue lanzado en YouTube para promover conciertos independientes en el Reino Unido. Esto fue seguido por la banda realizando varios conciertos promocionales y entrevistas de prensa.
La banda anunció la gira norteamericana con un tráiler cómico que fue lanzado a través de Genius . El tráiler mostró que la ametralladora Kelly fue entrevistada y Bennington y Shinoda intervinieron y le pidieron que hiciera una gira con ellos, lo que le dejó la entrevista divertida. Otro vídeo cómico, para la promoción de Blink-182, conocido como "Bienvenido a Blinkin Park". El video incluyó a una pareja en una fecha de tinder tomando Linkin Park y Blink-182 con ellos para disminuir la incomodidad.

### Cancelación
El 20 de julio de 2017, Chester Bennington se suicidó dentro de su casa en Palos Verdes Estates, California. Su actuación final con la banda fue el 6 de julio de 2017 en el Barclaycard Arena en Birmingham, Inglaterra. Debido a su muerte, el estado de las fechas restantes del viaje fue puesto en la pregunta. Al día siguiente, Live Nation anunció que la etapa norteamericana sería cancelada, y los clientes serían reembolsados.
El 4 de octubre de 2017 canceló las fechas en Japón

## Lista de canciones
1. "Instrumental Sequence (contiene elementos de "Fallout" y "Roads Untraveled")
2. "The Catalyst" (contiene elementos de "War")
3. "Wastelands"
4. "Talking to Myself"
5. "Burn It Down"
6. "One Step Closer"
7. "Castle of Glass" (incluye Mike Shinoda remix)
8. "Good Goodbye"
9. "Lost in the Echo"
10. "Battle Symphony"
11. "New Divide"
12. "Breaking the Habit"
13. "Crawling" (versión piano)
14. "Leave Out All the Rest"
15. "Somewhere I Belong"
16. "What I've Done"
17. "Faint"
18. "Numb" (contiene expertos de "Numb/Encore")
19. "Heavy"
20. "Papercut"
21. "Bleed It Out"

## Conciertos Completados
| Fecha               | País            | Ciudad           | Lugar de encuentro            | Apoyo                                  | Asistencia        | Ingresos        |                 |                 |                 |
| América del Sur     | América del Sur | América del Sur  | América del Sur               | América del Sur                        | América del Sur   | América del Sur | América del Sur | América del Sur | América del Sur |
| ------------------- | --------------- | ---------------- | ----------------------------- | -------------------------------------- | ----------------- | --------------- | --------------- | --------------- | --------------- |
| 6 de mayo de 2017   | Argentina       | Buenos Aires     | Tecnópolis                    | Maximus Festival                       | 18,812 / 20,000   | $ 1,750,400     |                 |                 |                 |
| 9 de mayo de 2017   | Chile           | Santiago         | Movistar Arena                | Rise Against                           | 13,489 / 14,974   | $ 1,049,590     |                 |                 |                 |
| 11 de mayo de 2017  | Perú            | Lima             | Estadio Nacional del Perú     | Turbopótamos                           | 31,642 / 31,642   | $1,908,490      |                 |                 |                 |
| 13 de mayo de 2017  | Brasil          | São Paulo        | Autódromo José Carlos Pace    | Maximus Festival                       | 32,384 / 35,000   | $2,743,850      |                 |                 |                 |
| Europa              |                 |                  |                               |                                        |                   |                 |                 |                 |                 |
| 9 de junio de 2017  | Francia         | París            | Base Aérienne 217             | Blink-182                              | —                 | —               |                 |                 |                 |
| 11 de junio de 2017 | República Checa | Praga            | Flugplatz Prag-Letňany        | Simple Plan                            | —                 | —               |                 |                 |                 |
| 12 de junio de 2017 | Alemania        | Berlín           | Mercedes-Benz Arena           | Machine Gun Kelly                      | 12,884 / 14,040   | $929,122        |                 |                 |                 |
| 14 de junio de 2017 | Austria         | Nickelsdorf      | Pannonia Fields II            | Five Finger Death Punch                | —                 | —               |                 |                 |                 |
| 15 de junio de 2017 | Polonia         | Cracovia         | Tauron Arena Cracovia         | Machine Gun Kelly                      | —                 | —               |                 |                 |                 |
| 17 de junio de 2017 | Italia          | Monza            | Autodromo Nazionale di Monza  | Nothing but thieves, Sum 41, Blink-182 | 82,000            | €5,000,000      |                 |                 |                 |
| 18 de junio de 2017 | Francia         | Clisson          | Champ Louet                   | Prophets of Rage                       | —                 | —               |                 |                 |                 |
| 20 de junio de 2017 | Países Bajos    | Ámsterdam        | Ziggo Dome                    | Sum 41                                 | —                 | —               |                 |                 |                 |
| 22 de junio de 2017 | España          | Madrid           | Caja Mágica                   | Five Finger Death Punch                | —                 | —               |                 |                 |                 |
| 24 de junio de 2017 | Alemania        | Scheeßel         | Eichenring                    | Blink-182                              | —                 | —               |                 |                 |                 |
| 25 de junio de 2017 | Alemania        | Neuhausen ob Eck | Flugplatz Neuhausen ob Eck    | Blink-182                              | —                 | —               |                 |                 |                 |
| 27 de junio de 2017 | Hungría         | Sopron           | Lővér Camping Site            | N/A                                    | —                 | —               |                 |                 |                 |
| 29 de junio de 2017 | Suecia          | Norrköping       | Norrköping-Bråvalla flygplats | Adept                                  | —                 | —               |                 |                 |                 |
| 1 de julio de 2017  | Bélgica         | Werchter         | Werchter Festival Park        | System of a Down                       | —                 | —               |                 |                 |                 |
| 3 de julio de 2017  | Inglaterra      | Londres          | O2 Arena                      | Stormzy (aparición en "Good Goodbye")  | 16,249 / 18,228   | $1,241,970      |                 |                 |                 |
| 4 de julio de 2017  | Inglaterra      | Londres          | Brixton Academy               | Stormzy (aparición en "Good Goodbye")  | —                 | —               |                 |                 |                 |
| 6 de julio de 2017  | Inglaterra      | Birmingham       | Barclaycard Arena             | N/A                                    | —                 | —               |                 |                 |                 |
| Total               | Total           | Total            | Total                         | Total                                  | 125,460 / 133,884 | $9,623,422      |                 |                 |                 |

## Conciertos Cancelados
| Fecha                   | País           | Ciudad          | Lugar de encuentro                   | Motivo                         |
| ----------------------- | -------------- | --------------- | ------------------------------------ | ------------------------------ |
| 7 de julio de 2017      | Inglaterra     | Mánchester      | Manchester Arena                     | Atentado de Mánchester de 2017 |
| 27 de julio de 2017     | Estados Unidos | Mansfield       | Xfinity Center                       | Muerte De Chester Bennington   |
| 28 de julio de 2017     | Estados Unidos | Nueva York      | Citi Field                           | Muerte De Chester Bennington   |
| 30 de julio de 2017     | Estados Unidos | Hershey         | Hersheypark Stadium                  | Muerte De Chester Bennington   |
| 1 de agosto de 2017     | Estados Unidos | Camden          | BB&T Pavilion                        | Muerte De Chester Bennington   |
| 2 de agosto de 2017     | Estados Unidos | Bristow         | Jiffy Lube Live                      | Muerte De Chester Bennington   |
| 5 de agosto de 2017     | Estados Unidos | Uncasville      | Mohegan Sun Arena                    | Muerte De Chester Bennington   |
| 7 de agosto de 2017     | Estados Unidos | Clarkston       | DTE Energy Music Theatre             | Muerte De Chester Bennington   |
| 8 de agosto de 2017     | Canadá         | Toronto         | Budweiser Stage                      | Muerte De Chester Bennington   |
| 10 de agosto de 2017    | Canadá         | Montreal        | Centre Bell                          | Muerte De Chester Bennington   |
| 12 de agosto de 2017    | Estados Unidos | Cincinnati      | Riverbend Music Center               | Muerte De Chester Bennington   |
| 14 de agosto de 2017    | Estados Unidos | Tinley Park     | Hollywood Casino Amphitheatre        | Muerte De Chester Bennington   |
| 15 de agosto de 2017    | Estados Unidos | Saint Paul      | Xcel Energy Center                   | Muerte De Chester Bennington   |
| 17 de agosto de 2017    | Estados Unidos | Charlotte       | PNC Music Pavilion                   | Muerte De Chester Bennington   |
| 19 de agosto de 2017    | Estados Unidos | Tampa           | MidFlorida Credit Union Amphitheatre | Muerte De Chester Bennington   |
| 20 de agosto de 2017    | Estados Unidos | West Palm Beach | Perfect Vodka Amphitheatre           | Muerte De Chester Bennington   |
| 22 de agosto de 2017    | Estados Unidos | Houston         | Toyota Center                        | Muerte De Chester Bennington   |
| 23 de agosto de 2017    | Estados Unidos | San Antonio     | AT&T Center                          | Muerte De Chester Bennington   |
| 25 de agosto de 2017    | Estados Unidos | Dallas          | Starplex Pavilion                    | Muerte De Chester Bennington   |
| 26 de agosto de 2017    | Estados Unidos | Oklahoma City   | Chesapeake Energy Arena              | Muerte De Chester Bennington   |
| 28 de agosto de 2017    | Estados Unidos | Denver          | Pepsi Center                         | Muerte De Chester Bennington   |
| 30 de agosto de 2017    | Estados Unidos | Phoenix         | Talking Stick Resort Arena           | Muerte De Chester Bennington   |
| 1 de septiembre de 2017 | Estados Unidos | Stateline       | Lake Tahoe Outdoor Arena             | Muerte De Chester Bennington   |
| 2 de septiembre de 2017 | Estados Unidos | Las Vegas       | MGM Grand Garden Arena               | Muerte De Chester Bennington   |
| 14 de octubre de 2017   | Estados Unidos | Seattle         | KeyArena                             | Muerte De Chester Bennington   |
| 15 de octubre de 2017   | Canadá         | Vancouver       | Rogers Arena                         | Muerte De Chester Bennington   |
| 17 de octubre de 2017   | Estados Unidos | Fresno          | Save Mart Center                     | Muerte De Chester Bennington   |
| 18 de octubre de 2017   | Estados Unidos | San José        | SAP Center                           | Muerte De Chester Bennington   |
| 20 de octubre de 2017   | Estados Unidos | Chula Vista     | Mattress Firm Amphitheatre           | Muerte De Chester Bennington   |
| 22 de octubre de 2017   | Estados Unidos | Los Ángeles     | Hollywood Bowl                       | Muerte De Chester Bennington   |
| 2 de noviembre de 2017  | Japón          | Chiba (Chiba)   | Makuhari Messe                       | Muerte De Chester Bennington   |
| 4 de noviembre de 2017  | Japón          | Chiba (Chiba)   | Makuhari Messe                       | Muerte De Chester Bennington   |
| 5 de noviembre de 2017  | Japón          | Chiba (Chiba)   | Makuhari Messe                       | Muerte De Chester Bennington   |